# Erik Larsson (ishockeyspelare)
Erik "Burret" Larsson, född Erik Valdemar Larsson den 18 januari 1905 i Stockholm, död den 8 mars 1970 i Stockholm, var en svensk ishockey-, fotbolls- och bandyspelare. "Burret" blev svensk mästare två gånger med Hammarbys hockey, och spelade även i allsvenskan med fotbollslaget. Han spelade för Hammarby IF hela sin aktiva karriär (1923–1938).
Larsson var med i de Olympiska vinterspelen 1928 och vann en silvermedalj. Han deltog i EM i ishockey 1932 där Sverige vann guld. Han blev Stor grabb i ishockey nummer 11. Larsson är begravd på Sandsborgskyrkogården i Stockholm.